# 比嘉恭平
比嘉恭平（ひが きょうへい、1987年2月25日 - ）は沖縄県名護市屋我地島出身の日本のタレント。高校時代のあだ名はリチャード。演劇集団TEAM SPOT JUMBLE所属。

## 人物
小学校の頃は野球部に所属、大変厳しい監督からエラーをするたびにケツバットを食らっていたので半年で退部を決意。本人曰く、ケツバットは別に嫌ではなかったが尻では無く尾骨に当たるのがすごい痛くてストレスだったとのこと。
中学校はバスケ部（３年満期）
高校もバスケ部を希望していたが、入部体験の時先輩方の本気度を感じられなったので入部を断念。
高校３年のころ自転車部（ロードレーサー部）が設立されたことを機に入部。半年で九州大会へ派遣。
2004年海が近くにある生活だったのでマリンスポーツの仕事に就こうと思っていた矢先、たまたま本屋で手に取った雑誌にSET沖縄マルチパフォーマーオーディション（のちのTSJ）を見て応募を決意。オーディションで披露した歌はアンダーグラフのツバサ
１年間のオーディションを経て、２００６年TEAM SPOT JUMBLEのメンバーに。
ちなみにオーディションの練習場所だったOTVまで名護からロードバイクで通っていた。

## 出演

### テレビ
- ハルサーエイカーシリーズ（沖縄テレビ）
  - ハルサーエイカー（2011年10月15日-2012年1月7日） - スーツアクター
  - ハルサーエイカー2（2011年10月15日-2012年1月7日） - 又吉 役
- オキナワノコワイハナシ2012「とある仕合せの果て」（2012年、琉球放送）
- 安全+第一 大知マンシリーズ（沖縄テレビ） - 中割力也 役[2]
  - 安全+第一 大知マン（2020年1月25日 - 3月28日）
  - 安全+第一 大知マン2（2021年10月23日 - 12月25日）
  - 安全+第一 大知マン3（2024年1月13日 -　3月30日）
- 疫（えやみ）～ナヒヤサマの呪い～（2023年7月15日、沖縄テレビ） - 金城 役

### 配信ドラマ
- ゲート・オン・ザ・ホライズン～GOTH～（2025年4月18日- 、FOD） - 儀間 役

### 映画
- 琉球バトルロワイアル 琉球空手騒動記（2013年）
- ハイサイゾンビ（2014年） - トミー 役
- ハルサーエイカー THE MOVIE エイカーズ（2015年） - 又吉 役[3]
- たま子と陽迎橋のマジムン（2015年）[4]

### ラジオ
- ラジオドラマ「80年目の帰郷」（NHKラジオ第1放送） - 米須 役

### CM
- 琉球日産CM[5]
- ACジャパン2015年度沖縄地域キャンペーン「応援しよう！働くパパママ」